# ستي مكرمة خاتون
سِتّي مكرمة خاتون أو سِتّي شاة خاتون (بالتركية العثمانية: ستی شاہ خاتون)(بالتركية: Sitti Mükrime Hatun) (وفاة: سبتمبر 1486م) هيالزوجة الثالثة للسلطان العثماني محمد الفاتح، وهي إحدى بنات الأمير سليمان بن محمد الحاكم السادس حاكم لإمارة ذي القدر، تزوجت من السلطان محمد الفاتح في مدينة إدرنة. وكان زواجها بمثابة تحالف سياسي بين العثمانيين وإمارة ذي القدر التي كانت تشكل منطقة عازلة بين العثمانيين والمماليك.
لا ينبغي الخلط بينها وبين گُلبهار مكرمة خاتون (بالتركية: Gülbahar Mükrime Hatun) الزوجة الأولى للسلطان مُحمَّد الفاتح، وأُم وليُّ عهده السلطان بايزيد الثاني

## نشأتها
ولدت سِتّي مكرمة خاتون في عام 1435م بمدينة البستان الواقعة في قهرمان مرعش عاصمة بني ذو القدر، وكان اسمها مكرمة، وهي ابنة سليمان بن محمد بك الحاكم السادس لبني ذو القدر.
خالتها هي أمينة خاتون ابنة ناصر الدين محمد بن خليل الحاكم الخامس لبني ذو القدر وزوجة السلطان محمد الأول، أما خالتها الأخرى فتزوجت من السلطان المملوكي في القاهرة.

## زواجها
عندما بلغ محمد الفاتح السابعة عشر من عمره، قرر والده أن يُزوجه، ووقع اختيار السلطان على إحدى بنات الأمير سليمان بن محمد بك الحاكم السادس لبني ذو القدر، وفي شتاء 1448م-1449م استدعى السلطان مراد الثاني الصدرَ الأعظم خليل باشا الجاندرلي الصغير ليقوم بالتخطيط لمراسم الزواج، حيث أرسل زوجته إلى البستان لاختيار العروس، ووقع الاختيار على ستّي شاه خاتون، أجمل بنات سليمان بك ذو القدر.
جرت مراسم الزواج في أدرنة، واستمرت الاحتفالات لمدة ثلاثة أشهر، وذهب العروسان إلى مانيسا مباشرة بعد الاحتفال.

## وفاتها
انتقل السلطان محمد الفاتح بعد فترة إلى اسطنبول بعد أن فتح القسطنطينية، ولكن بقيت ستّي مكرمة خاتون في أدرنة، حيث عاشت أغلب حياتها حتى نهاية أبريل 1467م، وأسست هناك الأوقاف بأدرنة والمناطق المجاورة لها، وانتهت من تشييد أحد المساجد الذي حمل اسمها هناك في 1485م معروف اليوم باسم جامع ستي شاه سلطان (بالتركية: Sitti Şah Sultan Camii) أو جامع سلطان (بالتركية: Sultan Camii).
تُوفيت ستّي خاتون بعد عامين من انتهاء أعمال بناء الجامع الذي بنته بمالها ويحمل اسمها، ودُفنت في ضريحها داخل المسجد الجامع الذي بنته، وكان ذلك في عهد السلطان بايزيد الثاني ابن السلطان محمد الفاتح وزوجته الأولى گُلبهار مكرمة خاتون، الذي اعتلى العرش في 22 مايو 1481م.
يُفهم من شاهد قبرها أنها توفيت عام 1486م، ونظرًا لأن قبرها كان في حالة خراب، فقد تم الاحتفاظ بشاهد قبرها في متحف أدرنة. وقد تم إصلاحه لاحقًا ونقله إلى مكانه الأصلي.